# Tégula

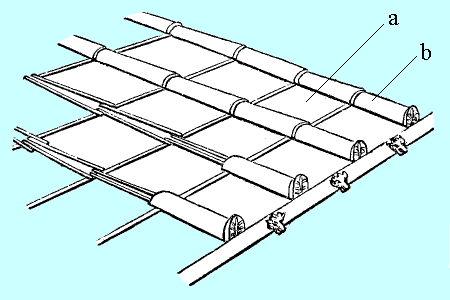
a) Tégula, b) Ímbrex

Tégula es una transcripción al español del sustantivo latino tegula («teja»), que se forma sobre una raíz teg- que expresa la idea de «cubrir». A este término se asocia ímbrice, del lat. imbricem (caso acusativo de imbrex), que a su vez es un derivado de imbrem (acusativo de imber), cuyo significado es «lluvia». Con él se denomina un tipo de teja curva que aparece asociado con el anterior.
Ambas etimologías están recogidas por San Isidoro (Etimologías 19.10.15): «Tegulae vocatae quod tegant aedes, et imbrices quod accipiant imbres.» («Se llaman tégulas porque cubren los edificios e ímbrices porque contienen las lluvias»).
Aunque ninguno de los dos términos está recogido en el diccionario de la Real Academia Española, ambos son de uso habitual en arquitectura y arqueología para designar las tejas romanas.

## Forma y disposición de tégulas e ímbrices

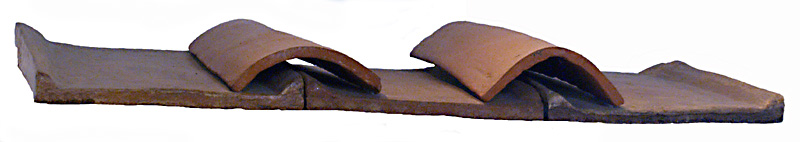
Disposición de tégulas e ímbrices.

Las tégulas romanas suelen ser de terracota, planas, rectangulares o trapezoidales, con dos pestañas o rebordes a lo largo de los lados mayores. Dentro de estas características generales hay numerosas variantes según alfares o regiones. Las pestañas pueden ser unos simples rebordes laterales o tener la forma que se refleja en las ilustraciones, es decir un cordón en forma de cuarto de tronco de cono. Existen entalladuras que permiten el encaje de una teja sobre otra.
Los tamaños son muy variables, ya que no hay ninguna normalización. En general, oscilan (a veces con desviaciones importantes) en torno a los dos pies romanos en el lado mayor (aproximadamente 60 cm) y uno y medio (unos 45 cm) en el menor.
Las tégulas mayores conocidas aparecen en Paestum (Italia), la Poseidonia de los fundadores griegos, en el llamado sacellum (en latín «pequeño santuario»), construcción de carácter funerario del siglo IV a. C. Alcanzan unas dimensiones de 75 por 110,5 cm.

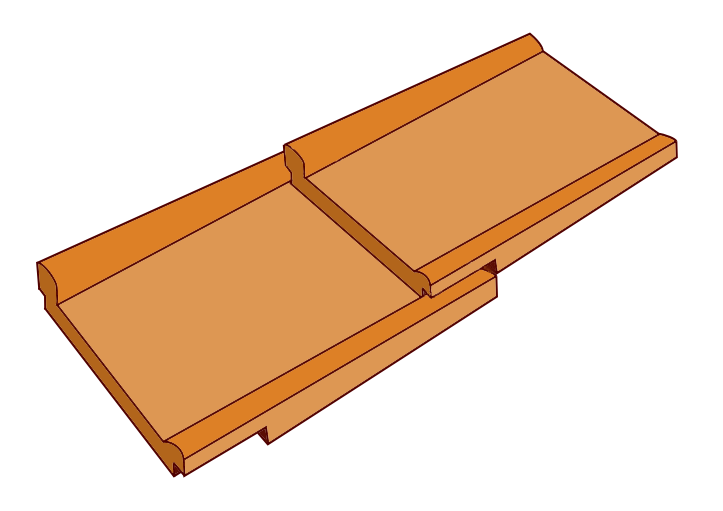
Escalonamiento de las tégulas.

Las tégulas apoyan sobre las vigas, a las que se clavan. A veces presentan dos perforaciones para dar paso a los clavos. Se yuxtaponen por los lados mayores, de forma que cada viga da apoyo a dos tégulas. La parte más gruesa de los cordones se dirige aguas abajo y se superpone al extremo contrario de la teja inferior. La entalladuras externas facilitan el ensamblaje. La unión de los cordones o pestañas de ambas tejas se protege por un ímbrice, una teja semicilíndrica o semitroncocónica de diámetro suficiente para albergar las juntas de las piezas rectangulares. Obsérvense las ilustraciones adjuntas que representan el escalonamiento de las tégulas y la disposición de los ímbrices.
Cada hilera de tégulas forma un canal que evacua las aguas de lluvia hasta un canalón situado bajo el alero, desde donde caen al exterior. En las edificaciones importantes lo hacen a través de gárgolas en forma de cabeza de león. Vitruvio (3.5.15) aconseja que en los costados de los templos se sitúen estas cabezas de león sobre el centro de cada columna y otras en los espacios intermedios delante de cada hilera de tejas. Las que se sitúan sobre las columnas deberán estar perforadas, de forma que den salida a las aguas de canal que recoge las aguas llovedizas. Las demás habrán de ser macizas, pues, en caso contrario, el agua que pudieran arrojar mojaría a los viandantes que circularan a través de los intercolumnios.
Se solían preferir (como, por otra parte, ha ocurrido siempre) las tégulas usadas, pues sobrevivir durante años a las inclemencias del tiempo y al calor del sol era credencial más que suficiente de la buena calidad de la arcilla y la cocción.

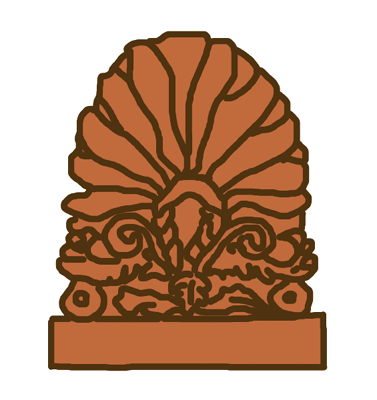
Antefija con decoración vegetal.

La parte frontal del ímbrice que da al exterior del alero puede estar cubierta con una placa decorada, generalmente de cerámica, que se llama antefija (del latín antefixum, «objeto sujeto delante»). Estas placas reciben variadas decoraciones: elementos vegetales estilizados y palmetas, cabezas de Medusa, máscaras teatrales y cualquier otro motivo que se pudiera adaptar a la forma de la antefija.
Consta la existencia de tégulas de bronce en algunos templos de Roma. Las hubo en el Panteón hasta que fueron retiradas por el emperador bizantino Constante II en el año 655 para reutilizar el metal. Plino el Viejo (33.57) atestigua la presencia de tégulas de bronce dorado en el Capitolio.

## Orígenes

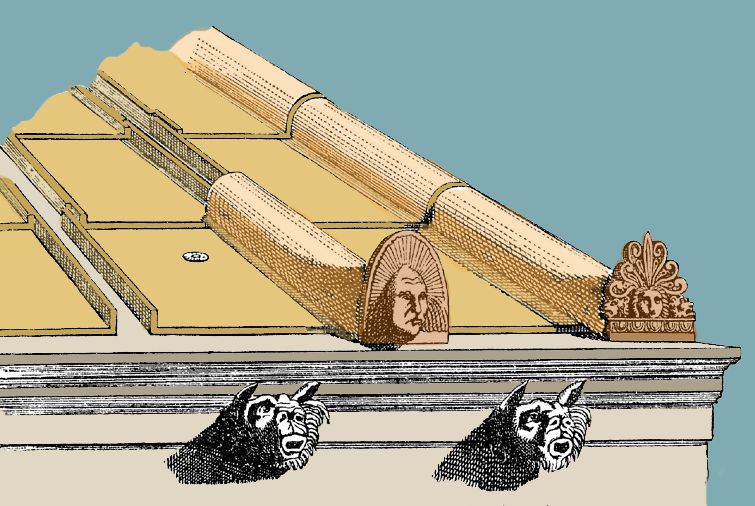
Ensamblaje de los elementos de un tejado según Daremberg-Saglio.

Los orígenes de estos elementos de cobertura son griegos. Los templos griegos se cubrían con grandes tégulas de mármol, cuyos ímbrices tenían forma diédrica (ímbrices corintios). Pausanias atribuye el invento de este medio de cubierta a Bices de Naxos, que lo habría introducido en 620 a. C. Las tégulas pétreas tenían la ventaja de permitir superficies mucho mayores que los materiales cerámicos. La economía del material cerámico hizo que este se impusiera en las cubiertas de edificios domésticos o de menor monumentalidad. A los ímbrices corintios se sumaron los laconios, semicilíndricos o semitroncocónicos.
Una anécdota ocurrida en el año 173 a. C. revela el interés que despertaron entre los romanos las tégulas de mármol que cubrían los templos griegos. Cuenta Tito Livio (42.4) que el censor Quinto Fulvio Flaco quería edificar con el máximo esplendor posible el templo a la Fortuna Ecuestre que había prometido cuando intervenía en calidad de pretor en las guerras celtíberas. El citado año Fulvio Flaco marchó a Brucio, en el sur de Italia y destechó la mitad del templo de Juno Lacinia que estaba en las proximidades de Crotona. Con las tégulas marmóreas retiradas pretendía techar su templo de Roma. Se produjo un enorme revuelo que acabó con la intervención del Senado, que obligó al censor a devolver los materiales robados y a desagraviar a la diosa por el expolio.
La arquitectura griega usaba antefijas esculpidas en piedra que representan motivos o grupos de cierta complejidad. El primer uso de las de cerámica es atribuido por Plinio el Viejo (35.57) al alfarero Butades de Corinto.
Estos sistemas de cobertura llegaron a Roma probablemente a través de Etruria.

## Ejemplares especiales
Se han conservado en distintos yacimientos arqueológicos tégulas con perforaciones que permiten el paso de un tubo que podría haber servido para la evacuación de humos en cocinas u otras dependencias donde se hiciera fuego. También existen otras dotadas en su zona central de linternas de forma aproximadamente semiesférica, con aberturas, que tenían funciones de ventilación.
Se conocen también ejemplares recortados oblicuamente para adaptarlos a las aristas de los tejados a cuatro aguas que vierten hacia el interior de los atrios de las casas.

## Usos especiales de las tégulas e ímbrices

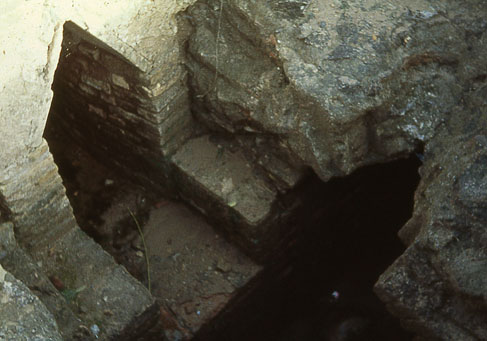
Intersección de cloacas en Itálica.

Las tégulas, por su gran superficie y la buena rigidez que les proporcionan los cordones laterales, son un material de construcción versátil, a la par que barato, por lo que a lo largo de la historia se han aplicado a infinidad de usos. Los más frecuentes son:
- Falsas bóvedas constituidas por un diedro en el que cada cara está formada por una tégula o una sucesión de ellas. Sobre las tégulas se acumulan otros materiales: tierra u hormigón. Esta solución se aplica a la cubrición de tumbas de inhumación y a la construcción de cloacas cuya luz no es demasiado ancha. Puede verse un ejemplo en la imagen que representa una intersección de cloacas en Itálica.
- Falsas bóvedas o cielos rasos con armaduras metálicas (Vitruvio 5.10.3). Las tégulas se dispondrían sobre bandas metálicas rectas o curvadas para formar el esqueleto de una falsa bóveda de cañón. Por la parte superior se trababan con arcilla amasada con crin, mientras que la inferior recibiría un primer enlucido con mortero de cal y cerámica triturada, sobre el que luego se aplicaba estuco o un revoque fino de acabado.
- Se usan tégulas para confeccionar pavimentos que resistan bien la humedad. Pueden usarse como losas, cara al exterior o bajo el suelo visible, como tratamiento impermeabilizador. En una de las ilustraciones se muestra un ejemplo del primero de los usos en Medina Sidonia. El segundo empleo es descrito por Vitruvio (7.1.7), según el cual, sobre los primeros materiales gruesos de relleno se han de disponer tégulas yuxtapuestas, cuyas juntas estén selladas con cal apagada con aceite. Sobre la superficie resultante, se instala la solería que ha de quedar visible.

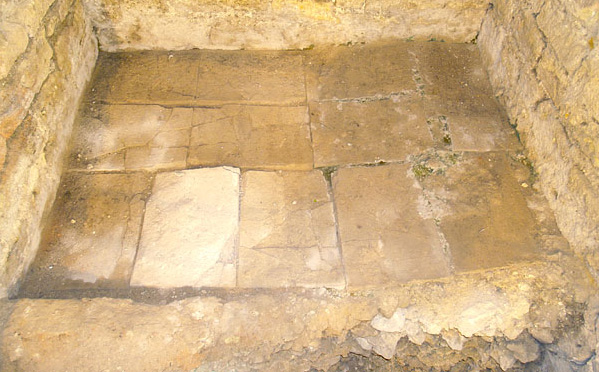
Pavimento de tégulas en Medina Sidonia (Cádiz).

- Vitruvio (5.10.2) prescribe el uso de tégulas en la construcción de las cámaras subterráneas que se usan en las termas para la calefacción (hypocaustum). El suelo se suspende sobre pequeños pilares de ladrillo colocados a la distancia adecuada para que puedan apoyar sobre ellos las tégulas que formarán la base del suelo de la estancia.
- Cubiertas de canales en los acueductos. También hay algún ejemplo de empleo de tégulas para impermeabilizar el interior de un canal, si bien esta práctica tuvo que ser ocasional y porbablemente tardía.

Los ímbrices se usaron frecuentemente para confeccionar canalillos de desagüe, especialmente en villas rústicas.

## La tégula como medida aproximada de superficie
El número de tégulas que comportaba la cubierta de un edificio se usaba, más que como medida, como índice aproximado de sus dimensiones. Este sistema de estimación se usaba en las normas que ordenaban el urbanismo de las ciudades romanas. Así, por ejemplo, en el capítulo 76 de la Lex coloniae Genetivae Iuliae, la antigua Urso, Osuna (Sevilla), se establecía lo siguiente: «Que nadie tenga en el recinto de la colonia Julia alfares de una superficie superior a trescientas tejas.»

## Entomología
En entomología la tégula es una pequeña placa o esclerito en la base del ala anterior de algunos insectos como Orthoptera (langostas), Lepidoptera (mariposas), Hymenoptera (avispas, hormigas), Diptera (moscas) y Auchenorrhyncha. Tiene la función de regular el movimiento de las alas durante el vuelo.